# Scyphostachys
Scyphostachys är ett släkte av måreväxter. Scyphostachys ingår i familjen måreväxter.
Kladogram enligt Catalogue of Life:
| Scyphostachys | \| \| Scyphostachys coffeoides \| \| \| \| \| \| Scyphostachys pedunculatus \| \| \| \| |
|               | \| \| Scyphostachys coffeoides \| \| \| \| \| \| Scyphostachys pedunculatus \| \| \| \| |
|               | Scyphostachys coffeoides                                                                |
|               |                                                                                         |
|               | Scyphostachys pedunculatus                                                              |
|               |                                                                                         |